# حاجی‌آباد (گوهرکوه، شرق)
حاجی‌آباد روستایی در دهستان شیرآباد بخش گوهرکوه شهرستان تفتان استان سیستان و بلوچستان ایران است.

## جمعیت
بر پایه سرشماری عمومی نفوس و مسکن در سال ۱۳۹۵ جمعیت این روستا ۳۴۲ نفر (۹۰خانوار) بوده‌است.